# Marcipa xanthomochla
Marcipa xanthomochla är en fjärilsart som beskrevs av Fletcher 1963. Marcipa xanthomochla ingår i släktet Marcipa och familjen nattflyn. Inga underarter finns listade i Catalogue of Life.